# Сотальбо
Сотальбо (ісп. Sotalbo) — муніципалітет в Іспанії, у складі автономної спільноти Кастилія-і-Леон, у провінції Авіла. Населення — 262 особи (2010).
Муніципалітет розташований на відстані близько 100 км на захід від Мадрида, 18 км на південний захід від Авіли.
На території муніципалітету розташовані такі населені пункти: (дані про населення за 2010 рік)
- Бандадас: 40 осіб
- Паласіо: 32 особи
- Ріатас: 28 осіб
- Сотальбо: 162 особи

## Демографія
Динаміка населення (INE ):